# Bagienrah
Bagienrah oder auch Kreuzrah nennt man die unterste Rah eines Kreuzmastes. An ihr wurde ursprünglich kein Segel angeschlagen. Sie diente zur besseren Bedienung und dem Aufspreizen des Kreuzsegels. Bei dieser Funktion dürfte die Rah aufgekommen sein, als das Segel über dem Lateinersegel Verbreitung fand.
Über die Herkunft des Begriffs „Bagien“ (dt.) oder „Bagijn“ (nl.) sind nur Vermutungen bekannt:

„Diese Unvollständigkeit der Rah drückt sich auch in dem Wort ‚Bagien‘ aus, aus dem alten Niederdeutschen ‚bagine‘, ‚begine‘, ‚Beguine‘ stammt, das spottweise auf ein Gerät übertragen wurde, das nicht vollkommen ist, so wie die ‚Beguine‘ (Laienschwester) nicht mehr zu den weltlichen und noch nicht zu den geistlichen Personen gehört.“

Aus dem englischen Sprachraum ist der Begriff „cross jack“ als Kreuzrah in die deutsche Sprache eingeflossen. Erst im Laufe des 19. Jahrhunderts ist auch für diese Rah die Verwendung eines Segels, dem Kreuzsegel, nachweisbar.